# Elinor Wonders Why
Elinor Wonders Why este un serial de televiziune animat canadiano-american creat de Jorge Cham și Daniel Whiteson și produs de Pipeline Studios, Shoe Ink și PBS Kids.

## Premiză
Spectacolul tematic explorator îi încurajează pe copii să își urmeze curiozitatea, să pună întrebări atunci când nu înțeleg și să găsească răspunsuri folosind abilități de cercetare științifică. Personajul principal Elinor, cel mai atent și mai curios iepuraș de iepure din Animal Town, la nord de Natural Forest, CA, introduce copiii cu vârste cuprinse între 3 și 6 ani în știință, natură și comunitate prin aventuri cu prietenii ei Olive și Ari. Fiecare episod include două povești animate de 11 minute plus conținut interstițial în care Elinor și colegii săi se bucură fie de Señor Tapir cântând despre exploratori de natură celebri, fie de doamna Mole citind povești.

## Distribuție
- Markeda McKay ca Elinor
- Wyatt White ca Ari
- Maria Nash ca Olive
- Lisette St. Louis ca Ranger Rabbit
- Colin Doyle ca Mr. Rabbit
- Shoshana Sperling ca Mrs. Mole
- Ana Sani ca Olive's Mom
- Juan Chioran ca Senor Tapir
- Dan Darin-Zanco ca Mr. Raccoon
- Eric Khou ca Rollie
- Nicole Stamp ca Ms. Llama
- Paul Bates ca Mr. Dog
- Leo Orgil ca Tito Mouse
- Raoul Bhaneja ca Mr. Bat
- Kevin Dennis ca Mr. Lion
- Ian Ho ca Koa
- Norah Adams ca Camilla
- Abigail Oliver și Grace Oliver ca Mary și Lizzie Goat
- Sergio Di Zio ca Alejandro Possum
- Callum Shoniker ca Silas
- George Buza și Linda Kash ca Baba și Bibi
- Ron Pardo ca Deputy Mouse
- Diane Saleme ca Ms. Beaver
- Ellen Dublin: Farmer Bear
- Shoshana Sperling ca Ms. Bat
- Cliff Saunders ca Mr. Hamster
- Simon Pirso ca Siggy
- Elana Dunkelman ca Lola
- Mike Petersen ca Mr. Beaver
- Derek McGrath ca Mr. Hippo
- Eddie Glen ca Mr. Antelope